# Duarte Pacheco (político)
Duarte Rogério Matos Ventura Pacheco (25 de novembro de 1965) é um deputado e político português. Ele é deputado à Assembleia da República pelo Partido Social Democrata. É licenciado em Economia e mestre em Estudos Europeus.
Duarte Pacheco foi deputado pela primeira vez aos 25 anos. Ficou de fora das listas da AD em 2024 aos 58 anos.